# Бърни Шоу
Бърнард „Бърни“ Шоу (на английски: Bernie Shaw) (роден на 15 юни 1956 г.) е канадско-английски певец, а от 1986 г. е водещ вокалист на британската рок група Юрая Хийп.

## Кариера
В началото на 1970 г. Шоу мечтае да стане рок китарист. Купува си китара марка Gibson SG Special и започва да тренира. Когато местната група Cold Sweat търси втори китарист през 1974 г., Шоу се явява на прослушване, но басистът Бил Кемпстър го посъветва да остави китарата и да купи микрофон от стария им певец и да се върне следващата седмица. Шоу последва този съвет и когато се явява на прослушване като певец, групата го наема като нов вокалист. Cold Sweat правят интензивно турне през следващите три години, като свирят в Британска Колумбия, Албърта, Саскачеван и в Манитоба. Техният набор на живо от смесица от класически мелодичен рок скоро се превръща в тяхна визитна картичка на хотелската и клубна сцена на живо. Променящата се музикална сцена и популярността на дискотеките карат групата Виктория да се разпадне през 1977 г. През същата година той е призован да се присъедини към базираната в Саскатун група Legend, която е загубила своя вокалист Дани Джинс. Те бяха чували Шоу да пее с Cold Sweat много пъти и знаят, че той ще отговаря на техните нужди. Шоу се мести в Стоун и остава девет месеца, преди Legend също да се разпадне поради липса на работа на живо. Шоу се връща във Виктория, за да обмисли следващия си ход. След седмици на размисъл той решава да се премести в Англия и да опита късмета си в Лондон.
През декември 1978 г. Шоу се качва на самолет и напуска Канада, преследвайки мечтата си. Пристигайки в Лондон, той се явява на прослушване и получава работата на вокалист в базираната в Лондон група Paris, основана от клавишника и автор на песни Фил Ланзон. Партньорство, което ще продължи години напред. Париж подписа договор за звукозапис с RCA и промени името си на Grand Prix. Шоу пее в албума Grand Prix, който излиза през 1980 г. Когато Шоу се завръща от сватбата на сестра си в Канада през октомври 1981 г., той научава, че е заменен от Робин Маколи. Започват разговори за 30-годишно събиране за Grand Prix след аплодираното изпълнение на Uriah Heep на Childline Rocks (1 юни 2009 г.); няколко бивши членове проговарят за първи път след непланираното напускане на Шоу, но решават, че е правилният ход да приложат Мак Оли като вокалист поради превъзходния му глас.
През декември 1981 г. Шоу се присъединява към Praying Mantis, група, създадена през 1978 г. Други членове на групата са Тино Трой (китара), Крис Трой (бас), Дейв Потс (барабани) и Джон Бавин (клавишни). Групата беше управлявана от мениджъра на Дийп Пърпъл Джон Колета, но те все още имат проблеми със сделката за звукозаписът. Шоу не записва албум с Praying Mantis, но се появява в EP Turn The Tables , записан през 1982 г. Praying Mantis свири предимно на живо на различни места, включително Reading Festival. През 1993 г. се въртеше бутлег, наречен „на живо + сингли“, който съдържаше шест песни, изпълнени на фестивала в Рединг, и други фрагменти и сингли.
От декември 1983 г. до средата на 1984 г. Шоу свири в Clive Burr's Escape, група, основана от бившия барабанист на Iron Maiden Клайв Бър. Членовете на Praying Mantis Крис и Тино Трой също са в групата. Малко след като Шоу се присъединява, групата продължава като Escape.
През юли 1984 г. групата отново избира ново име, Stratus. Подобно на Praying Mantis, Stratus свири мелодичен хардрок. Албумът Throwing Shapes е записан в студиото Frankfurter Dreamboat с Тино Трой на китара, Алън Нелсън на клавишни, Крис Трой на бас и Клайв Бър на барабани. Излиза през есента на 1984 г. През 1993 г. излиза CD версията Reborn Classics. Като бонус песен към този бутлег са добавени Soundhouse Tapes. Стратус имаше и една песен като саундтрак към филма. Песента „Run For Your Life“ се използва в Class of Nuke 'Em High (1986, САЩ).
Когато Stratus най-накрая завършват последния си концерт в London Marquee Club тази вечер сред публиката е китаристът на Uriah Heep Мик Бокс. Певецът на Uriah Heep, Стеф Фонтейн, току-що е уволнен и Бокс търси певец, който да достигне високите ноти. Box моли Шоу да се яви на прослушване за Uriah Heep и след това го наема за нов фронтмен на групата.
Първият албум на Шоу с Heep е Live in Moscow. През 1995 г. Шоу има сериозни проблеми с гърлото и за известно време изглежда така, сякаш Шоу ще трябва да напусне певческата си кариера. За концерти в Австрия и Южна Африка бившият вокалист на Heep Джон Лоутън е негов заместник. Шоу се възстановява след лека операция. Сега той е най-дългогодишният вокалист на групата.
През декември 1995 г. Шоу създава хоби група във Виктория, Британска Колумбия, Канада, наречена Transit. Обединявайки се с бившите си колеги Дон Рестал, Кевин Уилямс, Стив Мойер и китариста Дейл Колинс, групата направи кавър версии на Ван Хален, 38 Special, Dan Reed Network, Stage Dolls, Форинър, Ричи Самбора и няколко песни на Хийп. Поради натоварения си график, Бърни и в Транзит изиграват ограничен брой концерти през 1995 г. и началото на 1996 г. Това довежда до сформирането на Collins~Shaw Project с Бърни Шоу, Дейл Колинс и Дон Рестал. По време на следващото посещение на Бърни в Канада през 1997 г., Collins~Shaw Project записват и EP, наречено Picking Locks, което излиза на следващата година. Проектът пусна и сингъл, наречен Sad Song.
През август и септември 1997 г. Шоу е в студиото на Canadian Rock Ridge, за да пее в албума на своя приятел Кевин Уилямс, когото познава от Transit. Това е албум на почит към съпругата на Уилямс, която почива от рак около Коледа 1996 г. Дискът е издаден насаме от Кевин Уилямс само за канадския пазар. Бърни Шоу, както всъщност всички настоящи членове на Uriah Heep, си сътрудничат през 2001 г. с румънските хевиметъл легенди Айрис, в песента, наречена „Doamna in negru“ („Lady in Black“), която има голям успех в Румъния през тази година.

## Дискография

### С Гранд При
- Grand Prix – 1980

### С Щраус
- Throwing Shapes – 1985

### С Юрая Хийп
- Raging Silence – 1989
- Different World – 1991
- Sea of Light – 1995
- Sonic Origami – 1998
- Wake the Sleeper – 2008
- Celebration – 2009
- Into the Wild – 2011
- Outsider – 2014
- Living the Dream – 2018

### САйрисиМик Бокс
- Doamna in negru – 2002 (кавър на Lady in Black в албума на Айрис Matase Alba)[5][6]

### С Дейл Колинс
- Too Much Information – 2019